# Језеро (Вукосавље)
Језеро је насељено мјесто у општини Вукосавље, Република Српска, БиХ. Према прелиминарним подацима пописа становништва 2013. године, пописано је 292 становника.